# Mazerolles, Vienne

Mazerolles este o comună în departamentul Vienne, Franța. În 2009 avea o populație de 793 de locuitori.